# الجبل البارد
الجبل البارد (بالإنجليزية: Cold Mountain)‏ هو فيلم رومانسي تم إنتاجه في الولايات المتحدة وإيطاليا سنة 2003. قصة الفيلم مقتبسة من رواية تحمل نفس الاسم ومن تأليف الكاتب شارل فريزيي، والفيلم من إخراج انتوني مانجيلا، بطولة جود لو ونيكول كيدمان. وحاز بإعجاب النقاد وعلي جائزة اوسكار ونال 7 ترشيحات أخرى.

## بطولة
- جود لو
- نيكول كيدمان
- رينيه زيلويغر
- برندان غليسون
- فيليب سيمور هوفمان
- تشارلي هونام
- سيليان مورفي
- ناتالي بورتمان
- جيوفاني ريبيسي
- دونالد سثرلاند
- راي وينستون
- جينا مالون
- ميلورا والترز
- تارين مانينج

## القصة
جندي فيدرالي يعود من رحلة شاقة أوصلته إلى الحد الفاصل بين الموت والحياة. من جبهة القتال، حيث كان يشارك في الحرب الأهلية الأمريكية، إلى منزله في جبل الجليد، حيث حبيبته تناضل هي الأخرى في حياتها الخاصة. قصة جبل الجليد تحكي عن قصة كره عميقة بين زوجين خلال الحرب الأهلية الأمريكية.
القصة تعتبر من القصص الهامة في تاريخها، ومثيرة في مشاعرها، وتنسج في قوة وبراعة رحلة بطلي الرواية إينمان (جود لو) وأدا مونرو (نيكول كيدمان) حيث يتحملان معاناة الحرب وينتظران لم شملهما.
إينمان جندي فيدرالي أصيب في معركة كراتر، أدرك أثناء تنويمه في المستشفى للعلاج أنه كفاه قتالا، وعليه أن يعود أدراجه إلى بيته، وأثناء رحلة عودته تعرض إلى مجموعة من المواقف، فمرة يتعرض لغواية ساحر، ومرة أخرى يمرض وتداويه راعية غنم بدوية، ومرة ثالثة يضل طريقه بسبب أحد سكان الجبال، وبالرغم من كل هذه العقبات فإن فكرة لم يبعد عن حبيبته المخلصة أدا التي تركها في المزرعة بقرية جبل الجليد ولم تفارقه صورتها أبدا.
وللأسف فإن التعليم الراقي لأدا لم يؤهلها لرعاية المزرعة، وحيث أن الحرب تنتشر عبر البلاد فإن الحرس الوطني قد خرب واجهة المنزل المفروض أن تدافع عنه أدا.
إينمان وصل إلى حالة من الإرهاق والمرض جعلته يناضل ليبقى حيا، وأدا ترحب بمساعدة روبي (رينيه زيلويغر) وهي عرافة بدوية تتسم بالشجاعة وتجيد أعمال الزراعة وحسها المرهف وصداقتها تبثان الثقة في نفس أدا.

## الممثلون والشخصيات
- جود لو (بدور: و . ب . اينام)
- نيكول كيدمان (بدور: ادا مونروري)
- رينيه زيلويغر (بدور: روبي سويز)

## الإنتاج

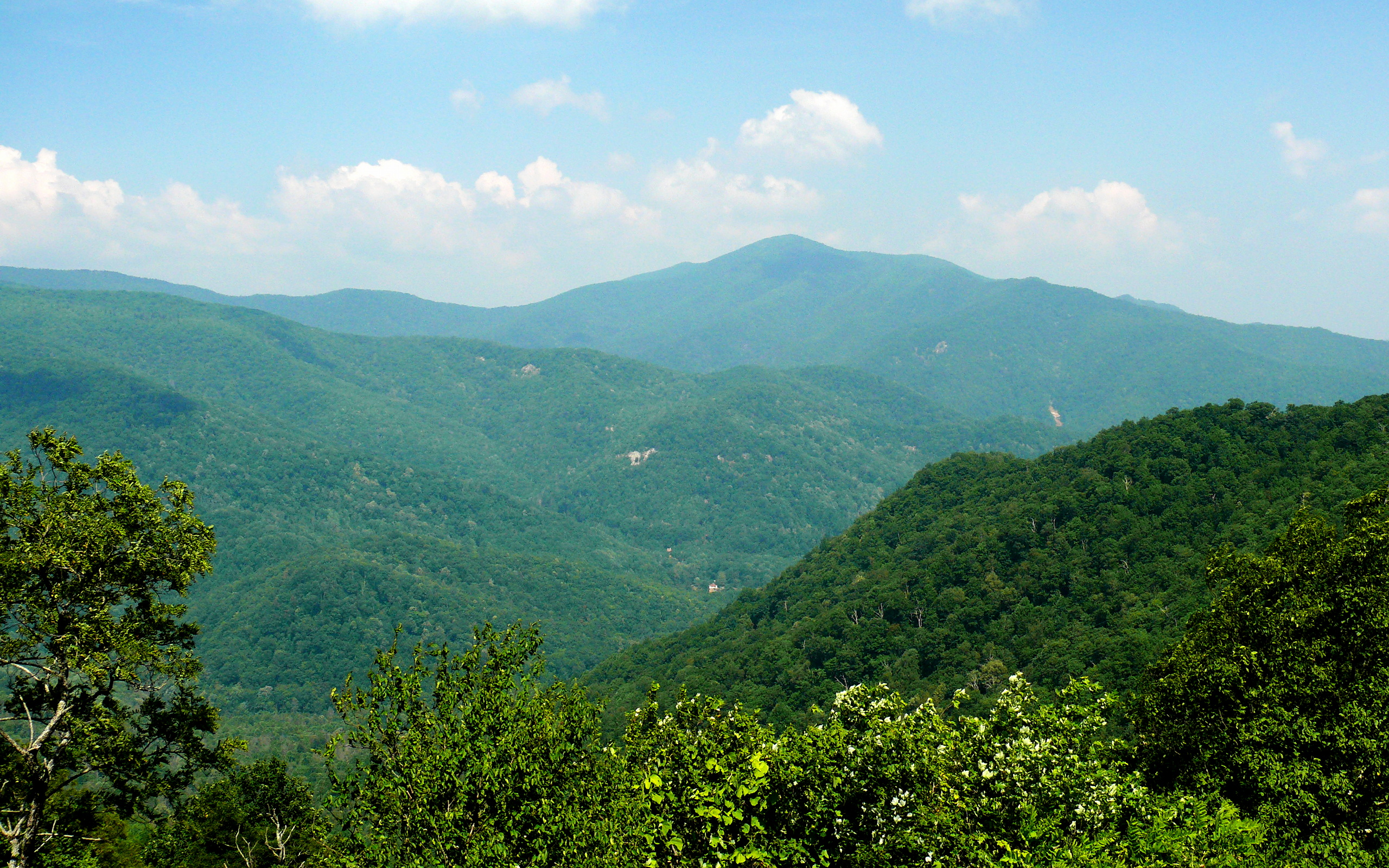
مشهد لجبل الثلج

تم تصوير الفيلم في جبل الثلج  في كارولاينا الشمالية شرق الولايات المتحدة الأمريكية، وأغلب الأحداث وقع تصويرها في رومانيا. ويعتبر الفيلم من أبرز الأفلام الأمريكية التي تم تصويرها في أوروبا الشرقية من حيث الإيرادات.

### ردود النقاد
تلقى الفيلم مراجعات إيجابية من مختلف النقاد حيث حصل على نسبة 71% على موقع الطماطم الفاسدة بناءً على 223 مراجعة.

### ترشيحات وجوائز
| السنة | الحدث          | الفئة                                                                  | النتيجة |
| ----- | -------------- | ---------------------------------------------------------------------- | ------- |
| 2004  | جائزة الاوسكار | أفضل ممثلة مساعدة                                                      | فوز     |
| 2004  | جائزة الاوسكار | أفضل ممثل رئيسي أفضل سيناريو أفضل تصوير أفضل موسيقي تصويرية أفضل اغنية | فوز     |

## الميزانية والإيرادات
بلغت تكلفة إنتاج الفيلم حوالي 79 مليون دولار بينما حقق أرباحا تقدر بـ 173,013,509 دولار.

## روابط خارجية
- الموقع الرسمي
- الجبل البارد على موقع IMDb (الإنجليزية)
- الجبل البارد على موقع ميتاكريتيك (الإنجليزية)
- الجبل البارد على موقع الموسوعة البريطانية (الإنجليزية)
- الجبل البارد على موقع روتن توميتوز (الإنجليزية)
- الجبل البارد على موقع نتفليكس (الإنجليزية)
- الجبل البارد على موقع قاعدة بيانات الأفلام العربية
- الجبل البارد على موقع ألو سيني (الفرنسية)
- الجبل البارد على موقع Turner Classic Movies (الإنجليزية)
- الجبل البارد على موقع أول موفي (الإنجليزية)
- الجبل البارد على موقع بوكس أوفيس موجو (الإنجليزية)